# Estación de Quevedo

Ampliaciones del Metro de Madrid 1920-26

Quevedo es una estación de la línea 2 del Metro de Madrid situada bajo la glorieta del mismo nombre, que hace honor al escritor Francisco de Quevedo, situada en el distrito de Chamberí.

## Historia
La estación abrió al público el 21 de octubre de 1925. Fue la cabecera de la línea hasta 1929, cuando se amplió la línea 2 hasta la estación de Cuatro Caminos. 
Del 5 de julio de 1997 al 19 de marzo de 1998, la estación volvió a ser cabecera de línea debido a la construcción de la estación de Canal, entre Quevedo y Cuatro Caminos. Este hecho volvió a suceder desde el 11 de agosto de 1998 y durante un tiempo aproximado de un mes para finalizar dichas obras.
Los días 15, 20, 23, 27 y 30 de julio y 3, 5 y 7 de agosto de 2021, la estación actuó como cabecera norte de la línea a partir de las 22 h por obras en el tramo Quevedo-Cuatro Caminos.

## Accesos
Vestíbulo Quevedo
- Arapiles Gta. Quevedo, 2 (esquina C/ Arapiles)
- Fuencarral Gta. Quevedo, 1 (esquina entre C/ Fuencarral y C/ San Bernardo)

## Líneas y conexiones

### Metro
| << cabecera | < estación   | línea | estación > | cabecera >>    |
| ----------- | ------------ | ----- | ---------- | -------------- |
| Las Rosas   | San Bernardo |       | Canal      | Cuatro Caminos |

### Autobuses
| Diurnos   |                    |                                             |
| Línea     | Destino            | Parada                                      |
| 16        | Pío XII            | 524 ELOY GONZALO (C/ Cardenal Cisneros, 62) |
| 61        | Narváez            | 524 ELOY GONZALO (C/ Cardenal Cisneros, 62) |
| 16        | Moncloa            | 538 QUEVEDO (C/ Eloy Gonzalo, 5)            |
| 61        | Moncloa            | 538 QUEVEDO (C/ Eloy Gonzalo, 5)            |
| 149       | Plaza de Castilla  | 3378 QUEVEDO (C/ Fuencarral, 158)           |
| 3         | Puerta de Toledo   | 3379 QUEVEDO (C/ Fuencarral, 149)           |
| 37        | Puente de Vallecas | 3379 QUEVEDO (C/ Fuencarral, 149)           |
| 149       | Tribunal           | 3379 QUEVEDO (C/ Fuencarral, 149)           |
| Nocturnos |                    |                                             |
| Línea     | Destino            | Parada                                      |
| N23       | Cibeles            | 3379 QUEVEDO (C/ Fuencarral, 149)           |